# 岭南学派
嶺南學派，又稱江門學派，中國儒家學派的一支，成形於明朝中晚期，發源於廣東新會，由著名理學家「白沙先生」陳獻章所創立，為明朝較具影響力的理學流派之一。
嶺南學派強調治學要貴疑，主張面向自我和自得，學問不要為傳統所錮蔽。嶺南學派在理學的各派別中頗具進步意義，對廣東和知識分子思想的開拓，起了積極的作用。

## 主要人物
- 陳獻章，字公甫，號實齋，因曾在白沙村居住而人稱「白沙先生」，廣東新會人，明代著名的思想家，嶺南學派之創始人。
  - 梁儲，字叔厚，又字藏用，號厚齋，晚號鬱洲。
  - 李承箕，字世卿，號大崖居士，湖北嘉魚人。師從陳獻章，師徒整天登涉山水，史載「白沙與之登臨弔古，賦詩染翰，投壺飲酒，凡天地間耳目所聞見，古今下載籍所存，無所不語。
  - 張廷實，名詡，號東所，番禺人。師從陳獻章，陳獻章說他「以自然為宗，以忘己為大，以無欲為至」，直至陳獻章去世，前後十九年，是追隨其最久的學生。
  - 林廷瓛，字公器，號南峰，明代吳川縣吳陽鎮霞街村人。
  - 湛若水，字元明，號甘泉，時稱「甘泉先生」，增城（今廣東增城市新塘鎮）人。明朝哲學家、教育家、書法家。為陳獻章之後，嶺南學派的主要領導人，“天下靡然從之，號陽明之派曰浙宗，甘泉之派曰廣宗，而王陽明早逝，甘泉獨以高壽作人，學者慕風而至，得以及門為慶倖。”[1]，其逝去後，嶺南學派亦隨之沒落。